# Albert Weisgerber
Pour les articles homonymes, voir Weisgerber.
Albert Weisgerber, né le 21 avril 1878 à St. Ingbert et mort dans une tranchée pendant la guerre le 10 mai 1915 à Fromelles, est un artiste peintre et graveur sur bois allemand. Malgré sa mort précoce, il a créé plus de 400 oeuvres qui s'inscrivent dans l'art moderne du début du XXe siècle. 

## Biographie
Weisgerber naît et grandit à Saint-Ingbert. C'est lors de sa scolarité qu'il découvre son don pour le dessin que ses parents vont encourager. De 1897 à 1901, il étudie à l'académie des arts de Munich avec comme professeur Franz von Stuck. Il se lie d'amitié pendant ces années à Hans Purrmann, Paul Klee, Wassily Kandinsky, Max Slevogt et Karl Arnold. En 1898, il crée le cercle d'artistes Sturmfackel avec son ami Alfred Kubin. Il gagne sa vie en produisant des illustrations pour le magazine Jugend sous la forme de xylographies. 
Début 1900, il effectue un service militaire d'un an. En 1907, il épouse Margarete Pohl et rencontre le succès lors d'expositions d'art à Munich et à Dresde. En 1913, il est le président fondateur du collectif d'artistes Münchner Neue Secession, dissident de la Sécession munichoise, qui allie des peintres tels qu'Alexej von Jawlensky, Gustav Jagerspacher, Paul Klee et Alexander Kanoldt.
Il intègre l'armée allemande lors de la Première Guerre mondiale et décède en tant que lieutenant le 10 mai 1915 à l'ouest de Lille, à l'âge de 37 ans. Il est enterré à Nordfriedhof, à Munich.

## Galerie

Quelques œuvres d'Albert Weisgerber
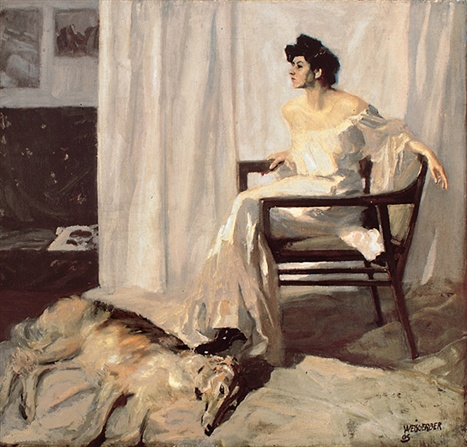
Dame mit Windhund (1904), huile sur toile
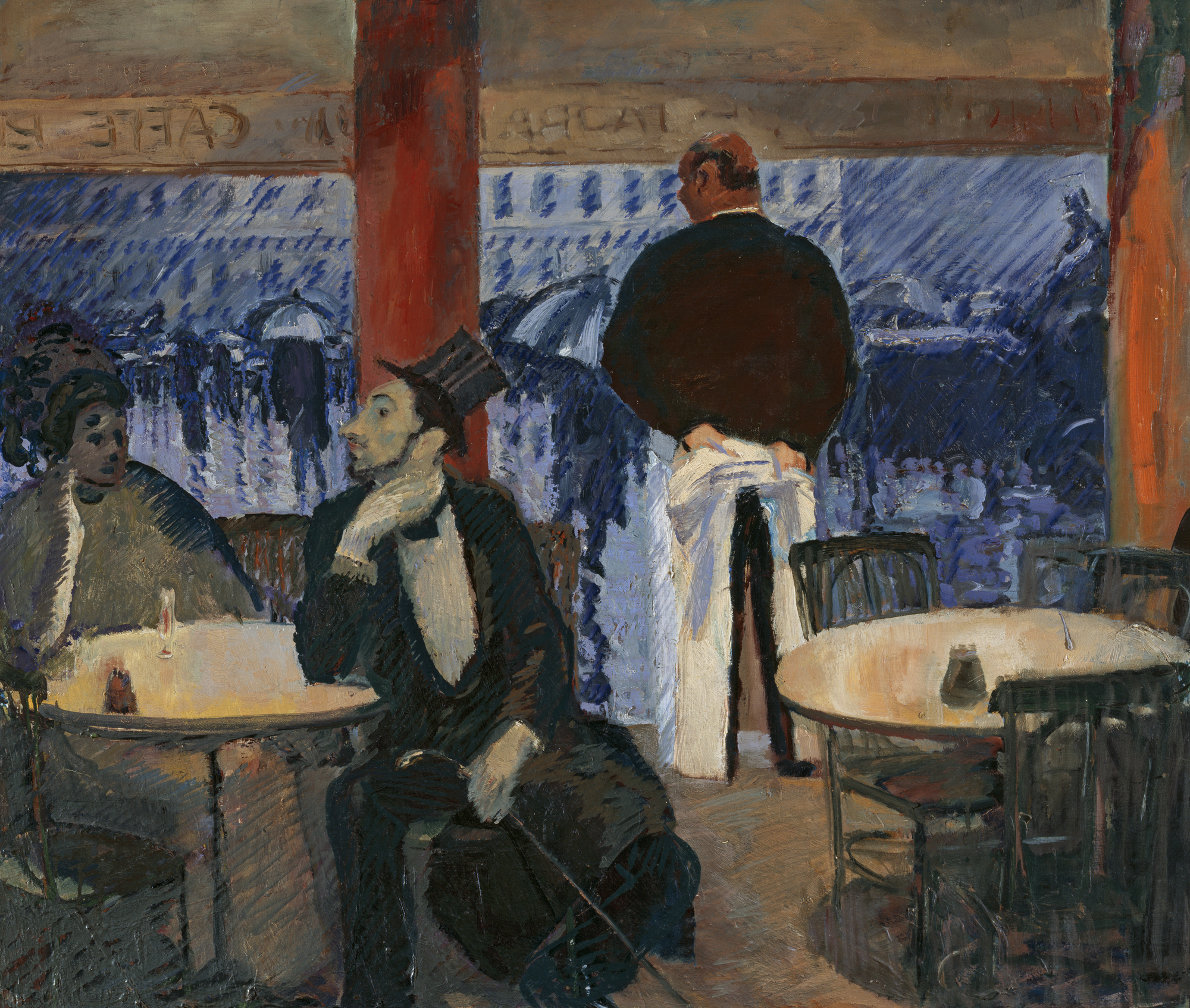
Pariser Restaurant (1906), huile sur toile, Lenbachhaus
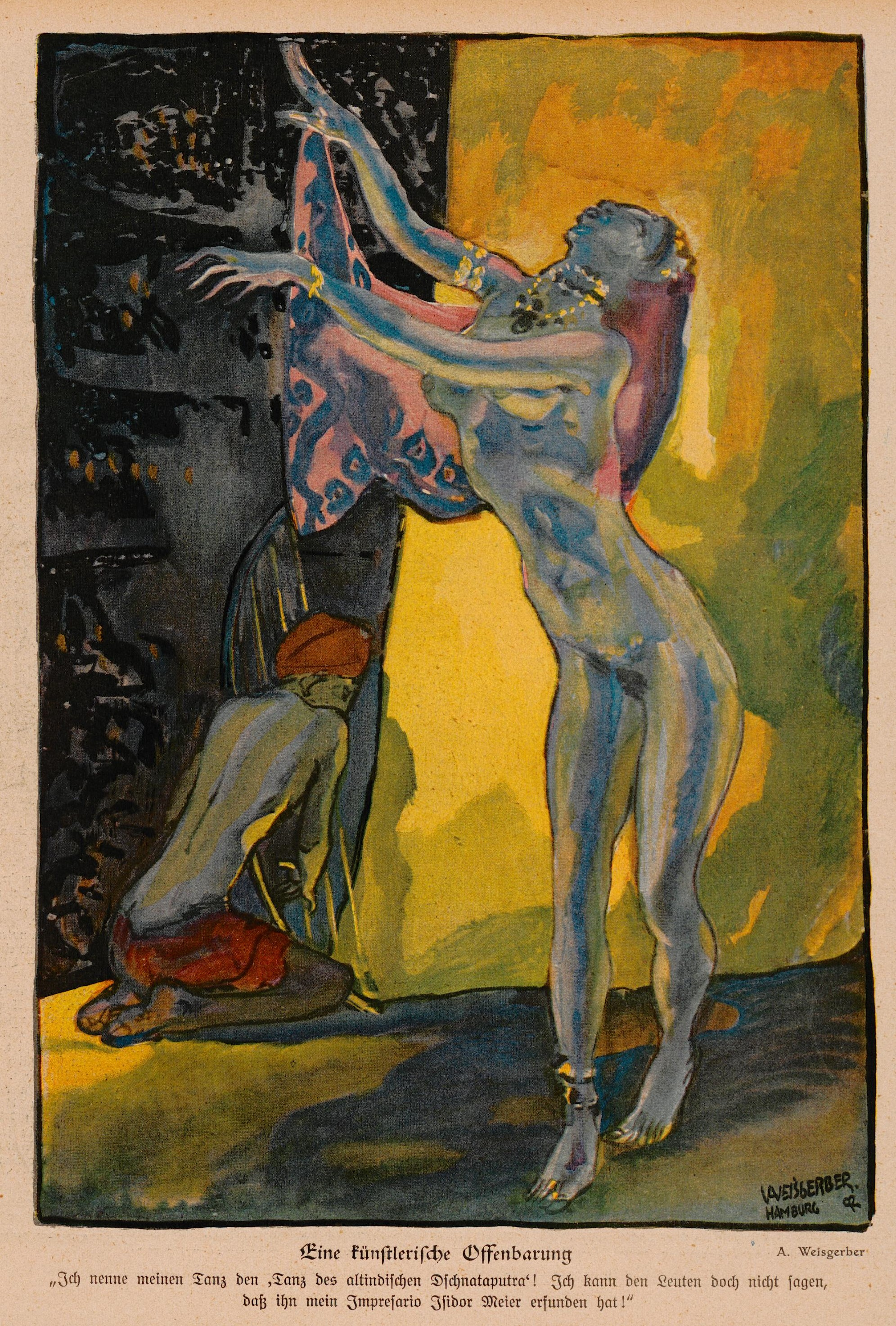
Eine künstlerische Offenbarung (1909), illustration parue dans Jugend
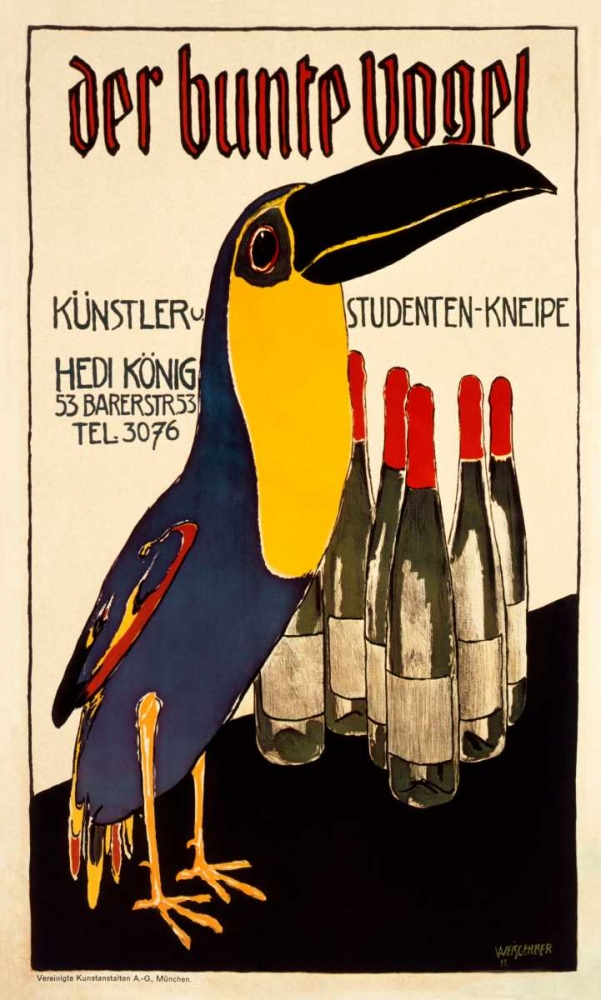
Der bunte Vogel (1911), affiche lithographiée
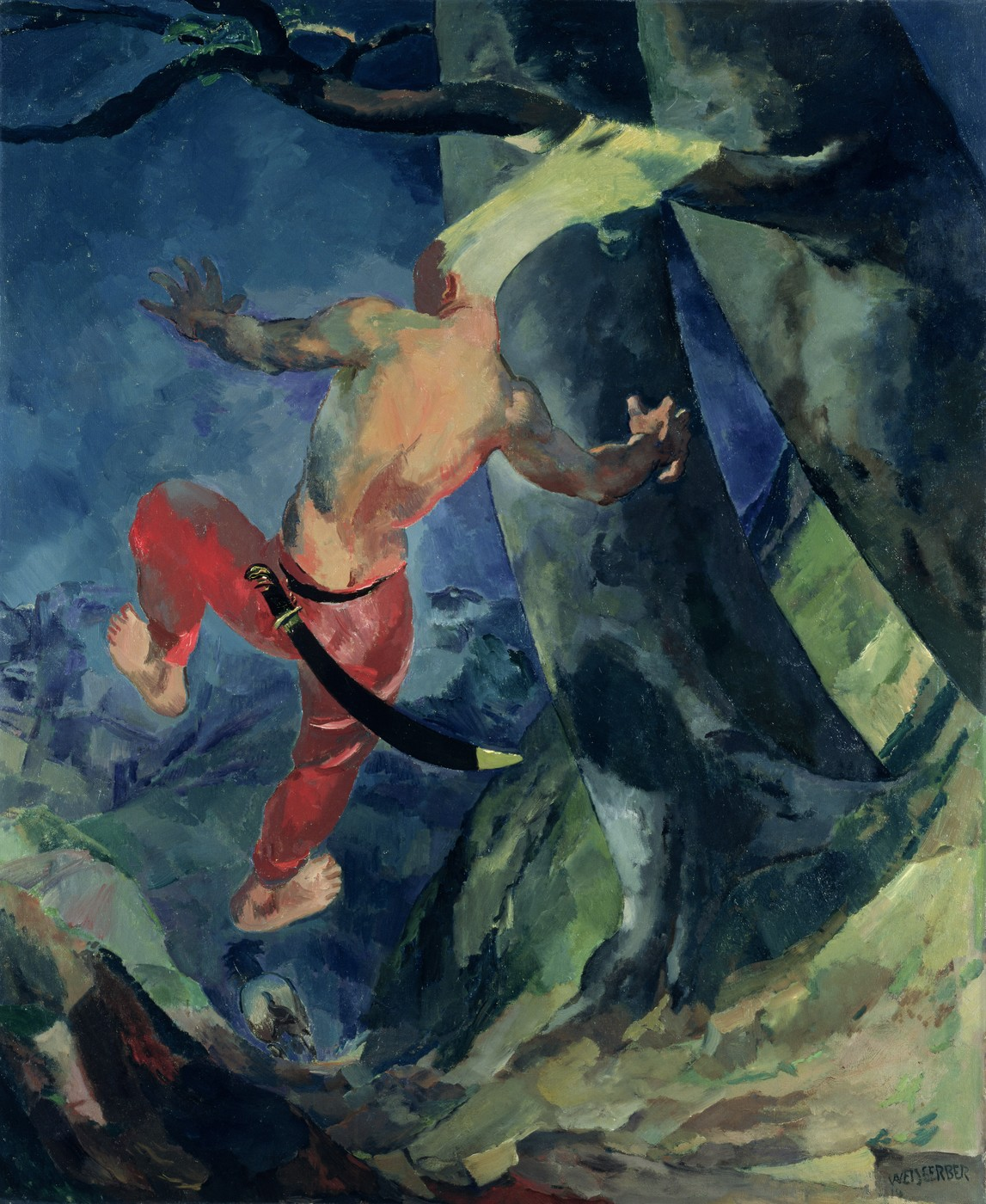
Absalom (1914), huile sur toile, Hamburger Kunsthalle